# رایگورودکا
رایگورودکا (به لاتین: Raygorodka) یک منطقهٔ مسکونی در روسیه است که در استان آمور واقع شده‌است.